# Maxillaria nuriensis
Maxillaria nuriensis är en orkidéart som beskrevs av Germán Carnevali och Ivón Mercedes Ramírez Morillo. Maxillaria nuriensis ingår i släktet Maxillaria och familjen orkidéer. Inga underarter finns listade i Catalogue of Life.